# Силаянская волость
Силаянская волость (латыш. Silajāņu pagasts) — одна из пятнадцати территориальных единиц Прейльского края Латвии. Находится в восточной части края. Граничит с Галенской, Риебинской и Рушонской волостями своего края, а также с Фейманской и Силмальской волостями Резекненского края.
Крупнейшими населёнными пунктами волости являются сёла: Силаяни (волостной центр), Быково, Розалина, Котлерово.
По территории волости протекает река Фейманка.

## История
В 1935 году площадь Силаянской волости Резекненского уезда составляла 249,2 км² при населении 9684 жителя.
В 1945 году в Силаянской волости были созданы Антонишкский, Фейманский, Кауский, Котляровский, Никитишский, Риебинский, Рушеницкий, Силаянский и Тимошишский сельские советы. После отмены в 1949 году волостного деления Силаянский сельский совет входил в состав Прейльского района.
В 1954 году к Силаянскому сельсовету была присоединена территория ликвидированного Котляровского сельсовета.
В 1990 году Силаянский сельсовет был реорганизован в волость. В 2004 году Силаянская волость, вместе с пятью другими волостями Прейльского района, вошла в состав новообразованного Риебинского края.
В 2021 году в результате новой административно-территориальной реформы Риебинский край был упразднён, Силаянская волость вошла в состав Прейльского края.